# Tampa Bay Buccaneers 1989
La stagione 1989 dei Tampa Bay Buccaneers è stata la 14ª della franchigia nella National Football League.

## Scelte nel Draft 1989
|  | = Pro Bowler |

| Scelta | Giro | Giocatore        | Ruolo              | College          |
| 4      | 1    | Broderick Thomas | Outside Linebacker | Nebraska         |
| 33     | 2    | Danny Peebles    | Wide Receiver      | N.C. State       |
| 90     | 4    | Anthony Florence | Defensive Back     | Bethune-Cookman  |
| 117    | 5    | Jamie Lawson     | Running Back       | Nicholls State   |
| 146    | 6    | Chris Mohr       | Punter             | Alabama          |
| 154    | 6    | Derrick Little   | Linebacker         | South Carolina   |
| 200    | 8    | Carl Bax         | Guard              | Missouri         |
| 230    | 9    | Patrick Egu      | Running Back       | Nevada           |
| 257    | 10   | Ty Granger       | Tackle             | Clemson          |
| 284    | 11   | Rod Mounts       | Guard              | Texas A&M        |
| 290    | 11   | Willie Griffin   | Defensive End      | Nebraska         |
| 302    | 11   | Herb Duncan      | Wide Receiver      | Northern Arizona |
| 329    | 12   | Terry Young      | Defensive Back     | Georgia Southern |

## Calendario
| Stagione regolare |            |                        |           |      |                                    |     |          |        |
| Turno             | Data       | Avversario             | Risultato | Ora  | Stadio                             | TV  | Pubblico | Record |
| 1                 | 10/9/1989  | at Green Bay Packers   | V 23–21   | 1:00 | Lambeau Field                      | CBS | 55,650   | 1–0    |
| 2                 | 17/9/1989  | San Francisco 49ers    | S 20–16   | 4:00 | Tampa Stadium                      | CBS | 64,087   | 1–1    |
| 3                 | 24/9/1989  | New Orleans Saints     | V 20–10   | 1:00 | Tampa Stadium                      | CBS | 44,053   | 2–1    |
| 4                 | 1/10/1989  | at Minnesota Vikings   | S 17–3    | 1:00 | Hubert H. Humphrey Metrodome       | CBS | 54,817   | 2–2    |
| 5                 | 8/10/1989  | Chicago Bears          | V 42–35   | 1:00 | Tampa Stadium                      | CBS | 72,077   | 3–2    |
| 6                 | 15/10/1989 | Detroit Lions          | S 17–16   | 1:00 | Tampa Stadium                      | CBS | 46,225   | 3–3    |
| 7                 | 22/10/1989 | at Washington Redskins | S 32–28   | 1:00 | Robert F. Kennedy Memorial Stadium | CBS | 52,862   | 3–4    |
| 8                 | 29/10/1989 | at Cincinnati Bengals  | S 56–23   | 1:00 | Riverfront Stadium                 | CBS | 57,225   | 3–5    |
| 9                 | 5/11/1989  | Cleveland Browns       | S 42–31   | 1:00 | Tampa Stadium                      | NBC | 69,162   | 3–6    |
| 10                | 12/11/1989 | Minnesota Vikings      | S 24–10   | 1:00 | Tampa Stadium                      | CBS | 56,271   | 3–7    |
| 11                | 19/11/1989 | at Chicago Bears       | V 32–31   | 1:00 | Soldier Field                      | CBS | 63,826   | 4–7    |
| 12                | 26/11/1989 | at Phoenix Cardinals   | V 14–13   | 4:00 | Sun Devil Stadium                  | CBS | 33,297   | 5–7    |
| 13                | 3/12/1989  | Green Bay Packers      | S 17–16   | 1:00 | Tampa Stadium                      | CBS | 58,120   | 5–8    |
| 14                | 10/12/1989 | at Houston Oilers      | S 20–17   | 1:00 | Astrodome                          | CBS | 54,532   | 5–9    |
| 15                | 17/12/1989 | at Detroit Lions       | S 33–7    | 1:00 | Pontiac Silverdome                 | CBS | 40,362   | 5–10   |
| 16                | 24/12/1989 | Pittsburgh Steelers    | S 31–22   | 1:00 | Tampa Stadium                      | NBC | 29,690   | 5–11   |